# フクロモモンガダマシ
フクロモモンガダマシ（袋鼯鼠騙、Gymnobelideus leadbeateri）は、哺乳綱二門歯目フクロモモンガ科フクロモモンガダマシ属に分類される哺乳類。本種のみでフクロモモンガダマシ属を構成する。

## 分布
オーストラリア（ビクトリア州）固有種

## 形態
体長15-17センチメートル。尾長14.5-18センチメートル。体重100-170グラム。尾は基部よりも先端のほうが太い。全身は毛衣は灰色で、正中線に沿って黒い縦縞が入る。
四肢の間には飛膜がない。乳頭の数は4個。

## 生態
主に高地にある湿度の高いマウンテンアッシュEucalypus regnansからなるユーカリ林に生息する。夜行性で、昼間は樹洞の中で休む。単独もしくはペアで1-1.5ヘクタールの縄張りを形成し、縄張りと巣穴を共有する。一方で最大3頭のオスと1頭のメスからなる婚姻関係のない小規模な群れを形成する事もある。外敵としてはフクロウ類が挙げられる。
食性は雑食で、昆虫およびその分泌物、樹液、花、花粉、果実などを食べる。
繁殖形態は胎生。婚姻形態は一夫一妻で、ペア同士は尾の基部に唾液をつけてにおいづけを行う。妊娠期間は約16日と推定されている。春季や秋季に1-2頭の幼獣を産む。幼獣は生後80-93日は育児嚢の中で過ごす。オスは生後15か月、メスは生後10か月で性成熟する。

## 人間との関係
1867年に2頭、1907年に3頭の発見例しかなく、1930年代には絶滅したと考えられていた。1961年に再発見され、その後の調査により300か所で発見された。
開発や1939年に発生した大規模な山火事による生息地の破壊により生息数の減少が懸念されている。